# Barzanò
Barzanò (lombardul: Barzenò) település Olaszországban, Lombardia régióban, Lecco megyében. Lakosainak száma 4994 fő (2023. január 1.). Barzanò Barzago, Cremella, Sirtori, Viganò, Cassago Brianza és Monticello Brianza községekkel határos.

## Népesség
A település népességének változása:
| Lakosok száma | 5122 | 5101 | 4994 |
|               | 2017 | 2018 | 2023 |